# Othoes (género)
Othoes es un género de arácnido  del orden Solifugae de la familia Galeodidae.

## Especies
Las especies de este género son::
- Othoes floweri Hirst, 1911
- Othoes hirsti Lawrence, 1954
- Othoes rimmonensis Panouse, Levy & Shulov, 1967
- Othoes saharae Panouse, 1960
- Othoes vittatus Hirst, 1912